# Фран Говекар
Фран Говекар (*словен. Fran Govekar, *9 грудня 1981, Іг — †31 березня 1949, Любляна) — словенський письменник, публіцист, драматург, представник «нової течії».

## Життєпис
Походив з родини сільських вчителів. Народився в с. Іг у 1871 році. Після отримання середньої освіти в Любляні у 1894 році поступив на медичний факультет Віденського університету. Проте, не закінчивши його, у 1897 році повернувся до Любляни. Того ж року одружився з Мінкою Васич.
Згодом призначаєтьсь редактором часопису «Словенський народ». У 1901 році поступає працювати до люблянської мерії. На різних чиновницьких посадах перебував до 1931 року. Водночас редагував журнал «Слован», до 1906 року працював директором драматичного театру. Підтримував утворення королівства Югославія. Помер у 1949 році.

## Творчість
Фран Говекар з середині 1890-х років очолив «нову течію», словенський різновид натуралізму. На його літературну діяльність вплинув Еміль Золя. Найвідомішими творами є «Історія кохання і патріотизм», «Власна історія» (1895 рік), збірка оповідань «Про жінок», романі «У крові» (1896 рік).
В романі «У крові» на перший план висувалися біологічні моменти, теорія спадковості, зокрема ідея атавізму. В драматургії розвивав ідеї Франа Левствіка.